# Julen Guerrero
Julen Guerrero López (født 7. januar 1974 i Portugalete, Spanien) er en tidligere spansk fodboldspiller, der tilbragte hele sin aktive karriere, fra 1992 til 2006, som midtbanespiller hos den baskiske storklub Athletic Bilbao. Han nåede gennem sine 15 sæsoner at spille 372 La Liga-kampe og score 101 mål for holdet.

## Landshold
Guerrero nåede gennem sin karriere at spille 41 kampe for Spaniens landshold, som han debuterede for i 1993 i et opgør mod Mexico. Han repræsenterede sit land ved både VM i 1994, EM i 1996 samt VM i 1998.